# 图坎
图坎（法語：Touquin，法語發音：[tukɛ̃] ⓘ）是法国塞纳-马恩省的一个市镇，属于莫城区。

## 地理
图坎（48°44'9"N, 3°0'47"E）面积11.34 平方千米，位于法国法蘭西島大區塞纳-马恩省，该省份为法国北部内陆省份，北起瓦兹省，西接埃松省、马恩河谷省、塞纳-圣但尼省和瓦兹河谷省，南至卢瓦雷省，东南接约讷省，东临马恩省和奥布省，东北接埃纳省。
与图坎接壤的市镇（或旧市镇、城区）包括：法尔穆捷、吕米尼-内勒-奥尔莫、佩扎尔什、勒普莱西弗欧苏、布里地区沃杜瓦、万勒、博泰伊-桑。

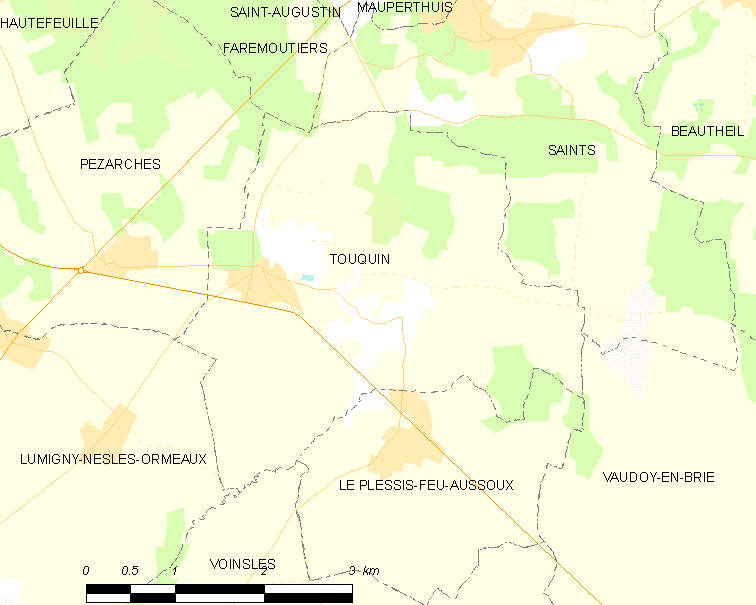
图坎的OSM定位图

图坎的时区为UTC+01:00、UTC+02:00（夏令时）。

## 行政
图坎的邮政编码为77131，INSEE市镇编码为77469。

## 政治
图坎所属的省级选区为库洛米耶县。

## 人口

1962-2008年间图坎人口变化图示

图坎于2022年1月1日时的人口数量为1228人。